# Oxana Slivenko
Oxana Slivenko est une haltérophile russe née le 20 décembre 1986.
Médaillée d'argent aux Jeux de Pékin, elle est pourtant sacrée championne olympique en 2017 à la suite de la disqualification de Liu Chunhong pour dopage par le Tribunal arbitral du sport

## Palmarès

### Jeux olympiques
- 2008 à Pékin
  -  Médaille d'argent en moins de 69 kg.
  -  Médaille d'or en moins de 69 kg réattribuée en 2017

### Championnats du monde
- 2011 à Paris
  -  Médaille d'or en moins de 69 kg.
- 2009 à Goyang
  -  Médaille d'argent en moins de 69 kg.
- 2007 à Chiang Mai
  -  Médaille d'or en moins de 69 kg.
- 2006 à Santo Domingo
  -  Médaille d'or en moins de 69 kg.

### Championnats d'Europe
- 2013 à Tirana
  -  Médaille d'or en moins de 69 kg.
- 2012 à Antalya
  -  Médaille d'or en moins de 69 kg.
- 2011 à Kazan
  -  Médaille d'or en moins de 69 kg.
- 2010 à Minsk
  -  Médaille d'or en moins de 69 kg.
- 2009 à Bucarest
  -  Médaille d'or en moins de 69 kg.
- 2007 à Strasbourg
  -  Médaille d'or en moins de 69 kg.